# Henri Hermans
Henri Hermans (Molenbeek-Saint-Jean, 3 marzo 1919 – ...) è stato un cestista belga.

## Carriera
Ha disputato cinque partite ai Giochi della XIV Olimpiade, segnando 29 punti. Ha inoltre disputato il Campionato europeo 1946 e il Campionato europeo 1947, segnando complessivamente 87 punti in 10 partite.